# Law & Order: Special Victims Unit
Law & Order: Special Victims Unit (sovint abreujat com a Law & Order: SVU o simplement SVU) és una sèrie de televisió de drama criminal dels Estats Units creada per la mateixa productora de Dick Wolf, Wolf Entertainment, per a la NBC. Va ser el primer spin-off de Law & Order, i va ser protagonitzat per Christopher Meloni com a Detectiu Elliot Stabler (fins que Meloni va deixar la sèrie el 2011 després de 12 temporades) i Mariska Hargitay com a Detectiu i posteriorment Capitana Olivia Benson, ara comandant de la Unitat de Víctimes Especials després d'haver estat originalment la parella de Stabler en una versió de ficció del Departament de Policia Municipal de Nova York. Meloni va repetir el seu paper de Stabler el 2021 a la sèrie derivada Law & Order: Organized Crime. Law & Order: Special Victims Unit segueix l'estil de l'original Law & Order, ja que alguns episodis es basen lliurement en crims reals que han rebut l'atenció per part dels mitjans.
L'espectacle es va estrenar el 20 de setembre de 1999. Després de l'estrena de la seva 21a temporada el setembre de 2019, es va convertir en la sèrie d'acció en directe dels EUA més llarga de la història de la televisió i l'única sèrie d'acció en directe que va debutar a la dècada de 1990 i encara estava produint nous episodis. Fins al 21 d'octubre de 2021, Law & Order: Special Victims Unit havia emès 500 episodis originals, superant el recompte d'episodis de la sèrie original Law & Order. Al febrer de 2020, la sèrie es va renovar fins a la seva 24a temporada. La 23a temporada es va estrenar el 23 de setembre de 2021, durant la qual l'espectacle va aconseguir la fita d'emetre el seu 500è episodi.
La sèrie ha rebut 91 nominacions als premis, guanyant-ne 33. Mariska Hargitay va ser la primera membre habitual del repartiment de qualsevol sèrie de Law & Order a guanyar un premi Emmy quan va guanyar el premi Primetime Emmy a la millor actriu principal en una sèrie dramàtica el 2006.

## Repartiment
| Intèrpret          | Personatge                  | Rang/Ocupació                             | Temporades | Temporades  | Temporades | Notes          |
| Intèrpret          | Personatge                  | Rang/Ocupació                             | Habitual   | Recurrent   | Convidat   | Notes          |
| ------------------ | --------------------------- | ----------------------------------------- | ---------- | ----------- | ---------- | -------------- |
| Christopher Meloni | Elliot Stabler              | Detectiu                                  | 1–12       | 22–         |            | [ O 1 ]        |
| Mariska Hargitay   | Olivia Benson               | Detectiu/Sergent/Tinent/Capitana          | 1–         |             |            | [ N 1 ]        |
| Richard Belzer     | John Munch                  | Detectiu/Sergent/Investigador DA          | 1–15       |             | 15 i 17    | [ N 2 ]        |
| Dann Florek        | Donald Cragen               | Capità (retirat)                          | 1–15       |             | 16 i 23    | [ N 3 ]        |
| Michelle Hurd      | Monique Jeffries            | Detectiu                                  | 1–2        | 1           |            |                |
| Stephanie March    | Alexandra Cabot             | Ajudant del Fiscal del Districte          | 2–5 i 11   | 2, 10, i 13 | 6 i 19     |                |
| Ice-T              | Odafin "Fin" Tutuola        | Detectiu/Sergent                          | 2–         |             |            |                |
| BD Wong            | George Huang                | Agent Especial de l'FBI                   | 4–12       | 2–3         | 13–15 i 17 | [ N 4 ]        |
| Diane Neal         | Casey Novak                 | Ajudant del Fiscal del Districte Sènior   | 5–9        | 13          | 12         |                |
| Tamara Tunie       | Melinda Warner              | Metge forense                             | 7–12       | 2–6 i 13–17 | 19, 21–23  |                |
| Adam Beach         | Chester Lake                | Detectiu                                  | 9          | 8           |            |                |
| Michaela McManus   | Kim Greylek                 | Ajudant del Fiscal del Districte          | 10         |             |            |                |
| Danny Pino         | Nick Amaro                  | Detectiu                                  | 13–16      |             | 23         |                |
| Kelli Giddish      | Amanda Rollins              | Detectiu                                  | 13–        |             |            |                |
| Raúl Esparza       | Rafael Barba                | Ajudant del Fiscal del Districte          | 15–19      | 14          | 21–23      |                |
| Peter Scanavino    | Dominick "Sonny" Carisi Jr. | Detectiu/Ajudant del Fiscal del Districte | 16–        | 16          |            | [ N 5 ]        |
| Philip Winchester  | Peter Stone                 | Ajudant del Fiscal del Districte          | 19–20      |             | 19         | [ O 2 ] [ 11 ] |
| Jamie Gray Hyder   | Katriona "Kat" Tamin        | Oficial/Detectiu                          | 21–23      | 21          |            | [ N 6 ]        |
| Demore Barnes      | Christian Garland           | Cap adjunt                                | 22–23      | 21          |            |                |
| Octavio Pisano     | Joe Velasco                 | Detectiu                                  | 23–        |             | 23         |                |

Rangs/Ocupacions
1. ↑  Olivia Benson va ser prèviament Detectiu (temporades 1–15), Sergent (temporades 15–17), Tinent (temporades 17–20) i Capitana (temporades 21–).
2. ↑  John Munch va ser anteriorment Detectiu (temporades 1–8) i Sergent (temporades 9–15); el personatge, interpretat per Belzer, va aparèixer per primera vegada a Homicide: Life on the Street (1993–1999).
3. ↑  El Capità Donald Cragen va ser el comandant de la unitat fins a la seva jubilació (temporades 1–15); el personatge, interpretat per Florek, va aparèixer per primera vegada a les tres primeres temporades de Law & Order (1990–1993).
4. ↑  George Huang va ser el psiquiatre forense i perfilador criminal de la unitat fins a la seva jubilació (temporades 2-15).
5. ↑  Dominick "Sonny" Carisi Jr. abans era Detectiu (temporades 16-20).
6. ↑  Katriona "Kat" Tamin abans era oficial (temporades 21-22).

Aparicions
1. ↑  Christopher Meloni va ser anunciat per primera vegada com a "protagonista" durant les temporades 1-12.
2. ↑  Philip Winchester va interpretar originalment Peter Stone a Chicago Justice, a més de les aparicions com a convidat a Chicago P.D. i Chicago Med; el personatge s'uneix a SVU a l'episodi "The Undiscovered Country".

## Imatges del rodatge

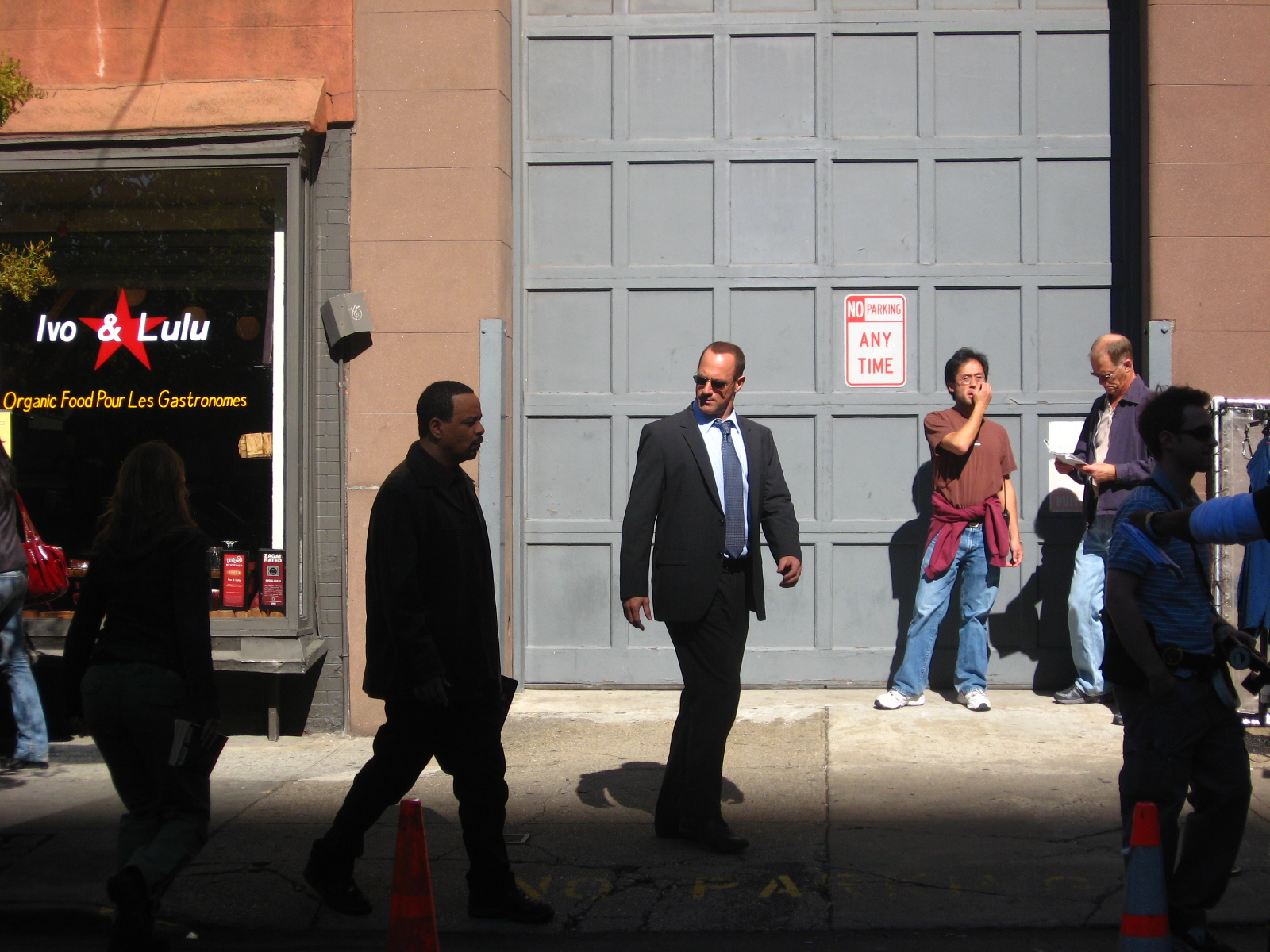
Ice-T (Fin Tutuola) i Christopher Meloni (Elliot Stabler). 2008
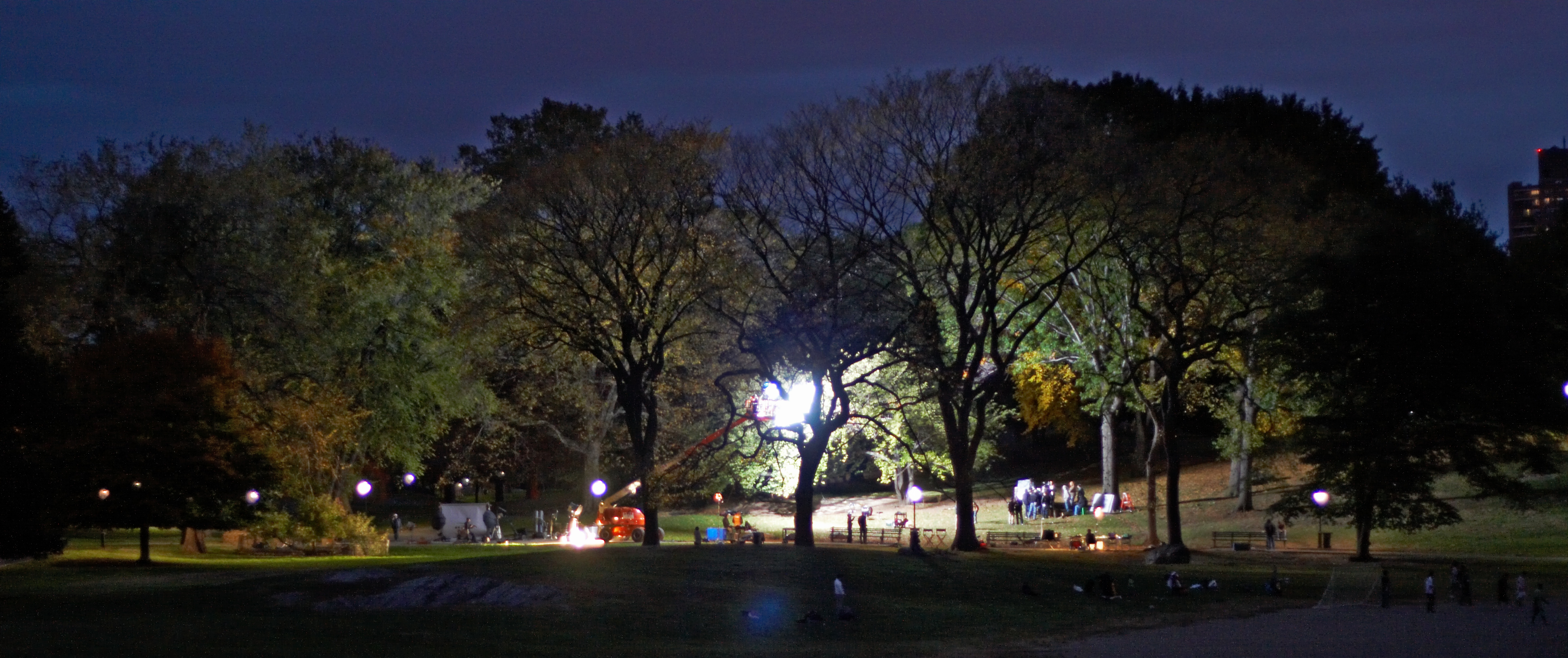
Rodatge al Central Park durant la nit. 2008
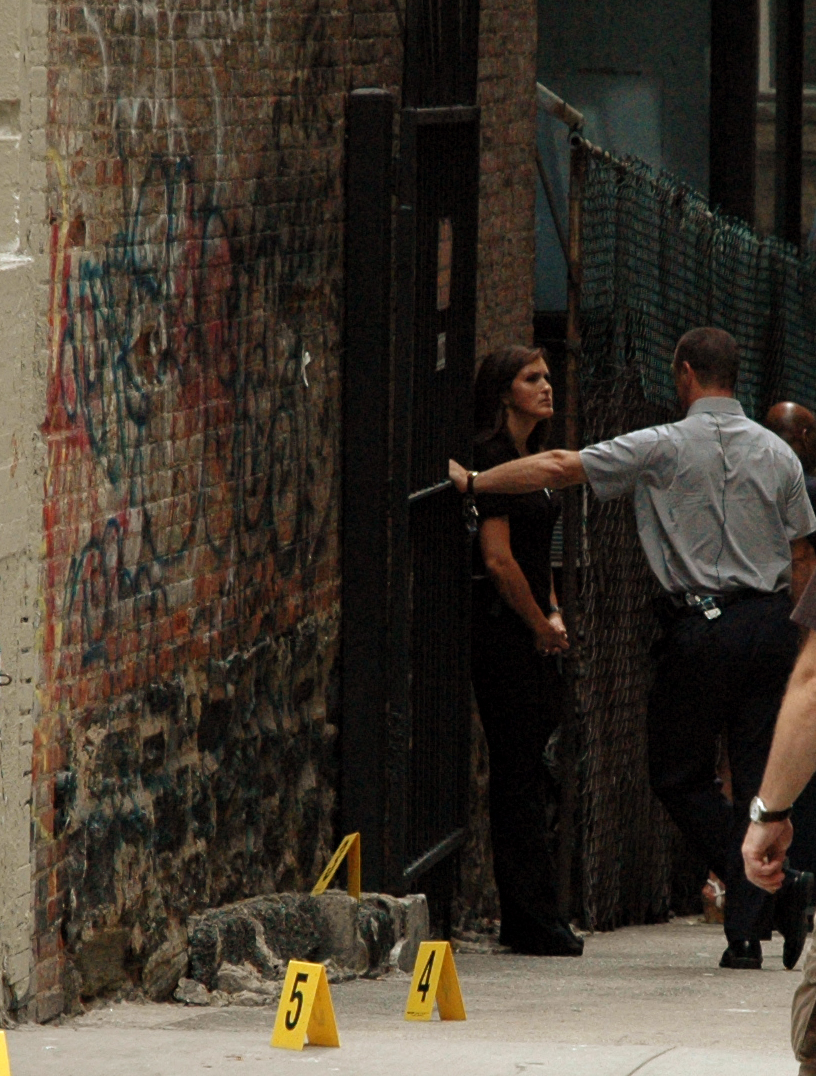
Mariska Hargitay (Olivia Benson) i Christopher Meloni. 2010
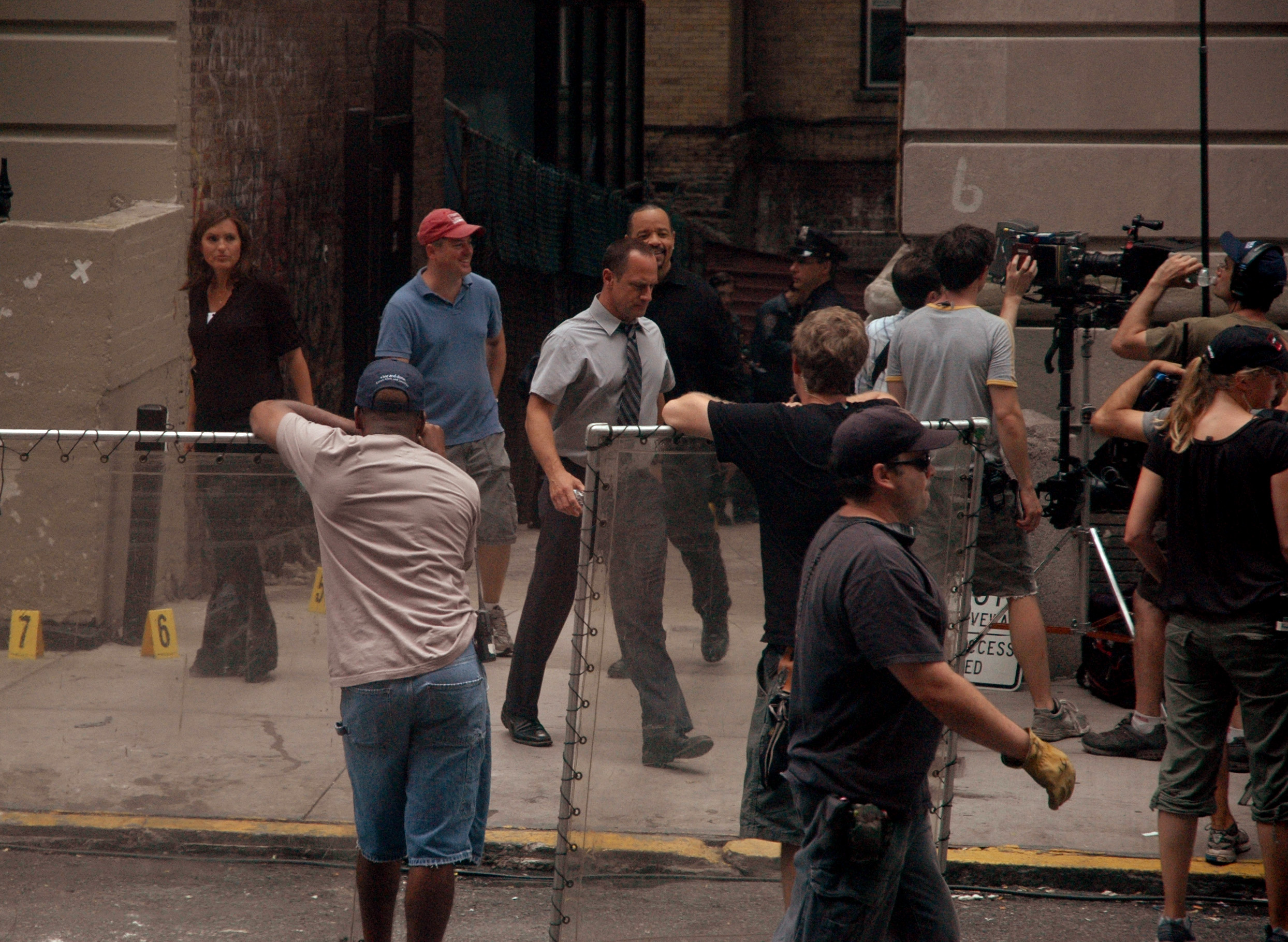
Mariska Hargitay i Christopher Meloni. 2010
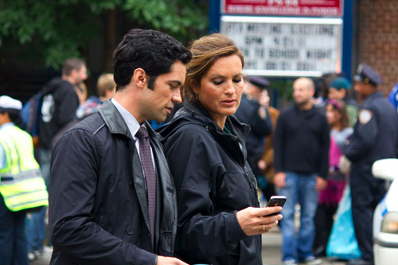
Danny Pino (Nick Amaro) i Mariska Hargitay. 2011
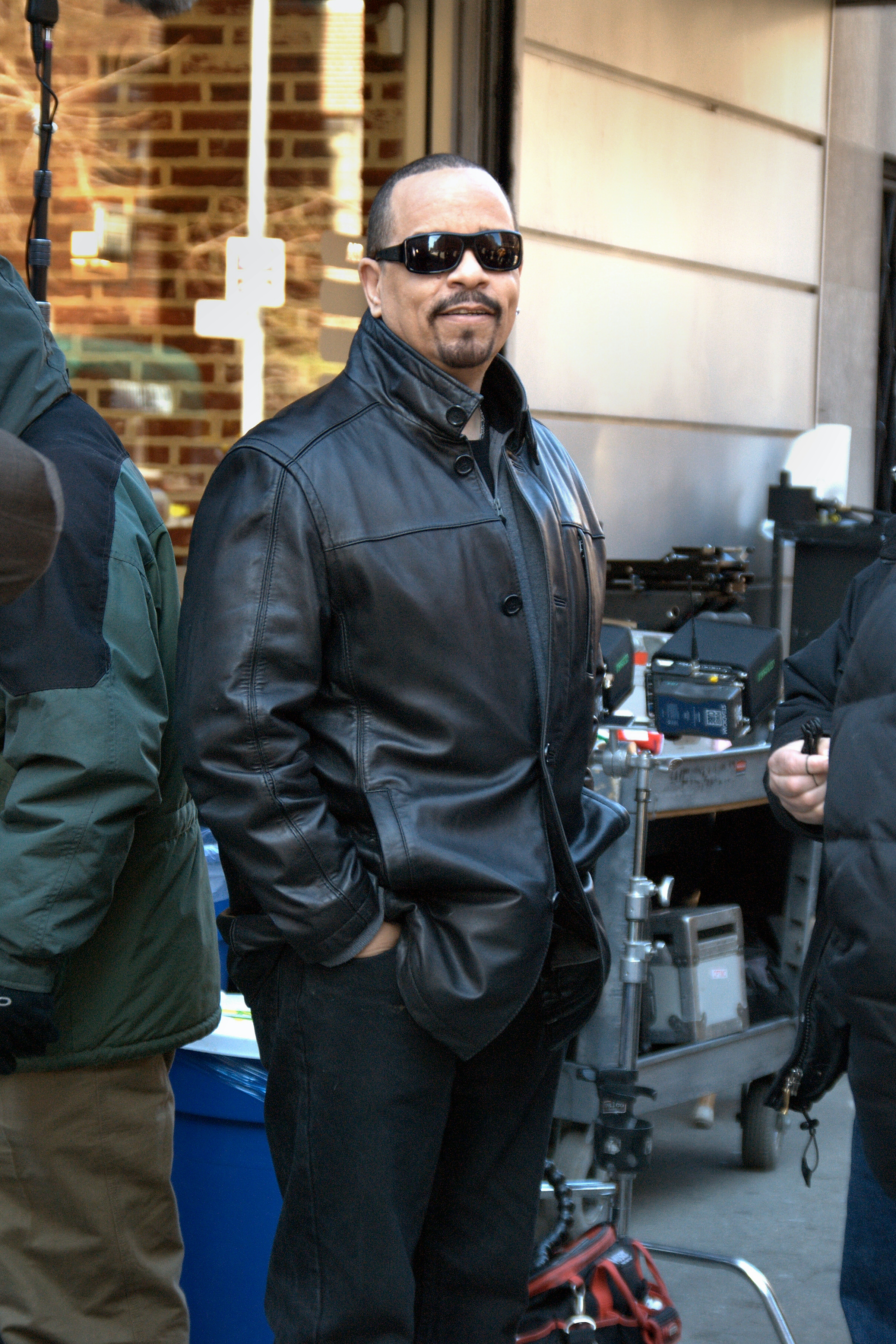
Ice-T (Fin Tutuola). 2011